# Леслі Тернер Боурі
Леслі Тернер Боурі (англ. Lesley Turner Bowrey; нар. 16 серпня 1942) — колишня австралійська тенісистка.
Найвищу одиночну позицію світового рейтингу — 2 місце досягла 1964 року.
Перемагала на турнірах Великого шолома в одиночному, парному та змішаному парному розрядах.

## Фінали турнірів Великого шолома

### Одиночний розряд: 6 (2–4)
| Результат | Рік  | Турнір                  | Покриття | Суперниця     | Рахунок       |
| --------- | ---- | ----------------------- | -------- | ------------- | ------------- |
| Поразка   | 1962 | Чемпіонат Франції       | Ґрунт    | Маргарет Корт | 3–6, 6–3, 5–7 |
| Перемога  | 1963 | Чемпіонат Франції       | Ґрунт    | Енн Джонс     | 2–6, 6–3, 7–5 |
| Поразка   | 1964 | Чемпіонат Австралії     | Трава    | Маргарет Сміт | 3–6, 2–6      |
| Перемога  | 1965 | Чемпіонат Франції (2)   | Ґрунт    | Маргарет Сміт | 6–3, 6–4      |
| Поразка   | 1967 | Чемпіонат Австралії (2) | Трава    | Ненсі Річі    | 1–6, 4–6      |
| Поразка   | 1967 | Чемпіонат Франції (3)   | Ґрунт    | Франсуаз Дюрр | 6–4, 3–6, 4–6 |

### Парний розряд: 12 (7–5)
| Результат | Рік  | Турнір                                      | Покриття | Партнерка       | Суперниці                              | Рахунок       |
| --------- | ---- | ------------------------------------------- | -------- | --------------- | -------------------------------------- | ------------- |
| Перемога  | 1961 | Чемпіонат США                               | Трава    | Дарлін Гард     | Едда Будінг Йола Рамірес               | 6–4, 5–7, 6–0 |
| Перемога  | 1964 | Чемпіонат Австралії                         | Трава    | Джуді Тегарт    | Робін Ебберн Маргарет Корт             | 6–4, 6–4      |
| Перемога  | 1964 | Чемпіонат Франції                           | Ґрунт    | Маргарет Корт   | Норма Байлон Гельга Шультце            | 6–3, 6–1      |
| Перемога  | 1964 | Вімблдонський турнір                        | Трава    | Маргарет Сміт   | Біллі Джин Кінг Карен Гантце Сусман    | 7–5, 6–2      |
| Поразка   | 1964 | Чемпіонат США                               | Трава    | Маргарет Сміт   | Біллі Джин Моффітт Карен Гантце Сусман | 3–6, 6–2, 6–4 |
| Перемога  | 1965 | Чемпіонат Австралії (4)                     | Трава    | Маргарет Сміт   | Робін Ебберн Біллі Джин Моффітт        | 1–6, 6–2, 6–3 |
| Перемога  | 1965 | Чемпіонат Франції (2)                       | Ґрунт    | Маргарет Сміт   | Франсуаз Дюрр Янін Ліффріг             | 6–3, 6–1      |
| Поразка   | 1966 | Чемпіонат Австралії (3)                     | Трава    | Маргарет Сміт   | Керо Колдвелл-Гребнер Ненсі Річі       | 6–4, 7–5      |
| Перемога  | 1967 | Чемпіонат Австралії (2)                     | Трава    | Джуді Тегарт    | Лоррен Коглан Евелін Терра             | 6–0, 6–2      |
| Поразка   | 1968 | Чемпіонат Австралії                         | Трава    | Дж Тегарт       | Карен Крантцке Керрі Мелвілл           | 4–6, 6–3, 2–6 |
| Поразка   | 1976 | Відкритий чемпіонат Австралії з тенісу 1976 | Трава    | Рената Томанова | Івонн Гулагонг-Коулі Гелен Гурлей      | 1–8           |
| Поразка   | 1978 | Відкритий чемпіонат Франції з тенісу 1978   | Трава    | Гейл Шанфро     | Міма Яушовець Вірджинія Рузіч          | 5–7, 6–4, 8–6 |

### Мікст: 9 (4–5)
| Результат | Рік  | Турнір               | Покриття | Партнерка     | Суперниці                 | Рахунок       |
| --------- | ---- | -------------------- | -------- | ------------- | ------------------------- | ------------- |
| Перемога  | 1961 | Вімблдонський турнір | Трава    | Фред Столл    | Едда Будінг Роберт Гау    | 11–9, 6–2     |
| Перемога  | 1962 | Чемпіонат Австралії  | Трава    | Фред Столл    | Дарлін Гард Роджер Тейлор | 6–3, 9–4      |
| Поразка   | 1962 | Чемпіонат Франції    | Ґрунт    | Фред Столл    | Рене Схюрман Bob Howe     | 6–3, 4–6, 4–6 |
| Поразка   | 1962 | Чемпіонат США        | Трава    | Френк Фролінг | Маргарет Корт Фред Столл  | 5–7, 2–6      |
| Поразка   | 1963 | Чемпіонат Австралії  | Трава    | Фред Столл    | Маргарет Сміт Кен Флетчер | 5–7, 7–5, 4–6 |
| Поразка   | 1963 | Чемпіонат Франції    | Ґрунт    | Фред Столл    | Маргарет Сміт Кен Флетчер | 1–6, 2–6      |
| Поразка   | 1964 | Чемпіонат Франції    | Ґрунт    | Фред Столл    | Маргарет Сміт Кен Флетчер | 3–6, 6–4, 6–8 |
| Перемога  | 1964 | Вімблдонський турнір | Трава    | Фред Столл    | Маргарет Сміт Кен Флетчер | 6–4, 6–4      |
| Перемога  | 1967 | Чемпіонат Австралії  | Трава    | Овен Девідсон | Джуді Тегарт Тоні Роч     | 9–7, 6–4      |

## Часова шкала турнірів Великого шлему в одиночному розряді
| W | Ф | ПФ | ЧФ | #Р | КТ | К# | DNQ | A | NH |

| Турнір                                 | 1959  | 1960  | 1961  | 1962  | 1963  | 1964  | 1965  | 1966  | 1967  | 1968  | 1969  | 1970  | 1971  | 1972  | 1973  | 1974  | 1975  | 1976  | 1977  | 1977  | 1978  | Career SR |
| -------------------------------------- | ----- | ----- | ----- | ----- | ----- | ----- | ----- | ----- | ----- | ----- | ----- | ----- | ----- | ----- | ----- | ----- | ----- | ----- | ----- | ----- | ----- | --------- |
| Відкритий чемпіонат Австралії з тенісу | ЧФ    | 2р    | 3р    | ЧФ    | ПФ    | Ф     | 3р    | 3р    | Ф     | ПФ    | 2р    |       | 2р    |       | 3р    |       | 1р    | ЧФ    | 1р    |       |       | 0 / 16    |
| Відкритий чемпіонат Франції з тенісу   |       |       | 2р    | Ф     | П     | ПФ    | П     |       | Ф     |       | ПФ    |       | ЧФ    |       |       |       |       |       |       |       | 3р    | 2 / 9     |
| Вімблдонський турнір                   |       |       | 2р    | ЧФ    | 2р    | ПФ    | ЧФ    |       | ЧФ    | ЧФ    | ЧФ    |       | 2р    |       |       |       |       |       |       |       | 2р    | 0 / 10    |
| Відкритий чемпіонат США з тенісу       |       |       | ЧФ    | 2р    |       | 2р    |       |       | ПФ    |       | 2р    |       |       |       | 2р    |       |       |       |       |       |       | 0 / 6     |
| SR                                     | 0 / 1 | 0 / 1 | 0 / 4 | 0 / 4 | 1 / 3 | 0 / 4 | 1 / 3 | 0 / 1 | 0 / 4 | 0 / 2 | 0 / 4 | 0 / 0 | 0 / 3 | 0 / 0 | 0 / 2 | 0 / 0 | 0 / 1 | 0 / 1 | 0 / 1 | 0 / 1 | 0 / 2 | 2 / 41    |

Нотатка: 1977 року Відкритий чемпіонат Австралії відбувся двічі: в січні та грудні. Боурі взяла участь лише в січневому турнірі.